# Nekrolog 2. Quartal 1939
Nekrolog
◄◄
| ◄
| 1935
| 1936
| 1937
| 1938
| 1939 | 1940 | 1941 | 1942 | 1943 | ► | ►►
1. Quartal |
2. Quartal |
3. Quartal |
4. Quartal 1939
Weitere Ereignisse | Allgemeiner Nekrolog 1939
Die Beschreibung der verstorbenen Person sollte so kurz wie möglich gehalten sein und nur deren signifikante Tätigkeit(en) enthalten.
Neue Namen ggf. auch unter dem Geburts- und Sterbedatum, also etwa unter 1. Januar und im Geburts- und Sterbejahr (2024) eintragen (nur bei entsprechender großer Wichtigkeit). Für Beispiele siehe die schon vorhandenen Artikel.
Außerdem über die fünf zuletzt Verstorbenen, zu denen es einen ausreichend guten Artikel für eine Präsentation auf der Hauptseite gibt, nach der todesbedingten Überarbeitung der Artikel ggf. auch unter Wikipedia Diskussion:Hauptseite informieren und sie am besten auch in den anderen Wikipedia-Sprachversionen eintragen. Tipp: Regelmäßig bei news.google.de nach „ist tot“, „gestorben“ oder „verstorben“ suchen.
Wenn eine Person gestorben ist, gibt es viele Seiten zu dieser Person in der Wikipedia, die davon auch betroffen sind und entsprechend aktualisiert werden müssen. Beispiele: Namenübersichtsseite, Geburtsjahr, Geburtsort-Seiten und viele mehr.
Wie finde ich die betroffenen Seiten?
Im Suchfeld auf der linken Seite gibt man den Suchbegriff so ein: „Vorname Nachname“. Dann klickt man auf Volltext und alle Seiten mit entsprechendem Suchtext werden aufgerufen. Hier sieht man dann schnell, wo auch das Todesjahr Sinn macht oder sogar ein Teil des Artikels angepasst werden muss. Auch hilft das „Werkzeug“ auf der linken Seite sehr gut, um solche Seiten aufzufinden: „Links auf diese Seite“. Somit ist die Wikipedia wieder aktuell in allen Bereichen! Hinweis: bei Eintragung der Kategorie „Gestorben JAHR“ wird der Missbrauchsfilter 49 ausgelöst, was jedoch nicht schlimm ist. Siehe: Spezial:Missbrauchsfilter/49
Dies ist eine Liste von im zweiten Quartal 1939 verstorbenen bekannten Persönlichkeiten. Die Einträge erfolgen innerhalb der einzelnen Daten alphabetisch sortiert. Tiere sind im Nekrolog für Tiere zu finden.

## April
| Tag       | Name                                  | Beruf, bekannt als                                                                                   | Alter | Beleg |
| --------- | ------------------------------------- | --- | ----- | ----- |
| 1. April  | Albert Calame                         | Schweizer Jurist und Politiker                                                                       | 72    |       |
| 1. April  | Louis Philipp Friedmann               | österreichischer Industrieller und Bergsteiger                                                       | 77    |       |
| 1. April  | Anton Semjonowitsch Makarenko         | sowjetischer Pädagoge und Schriftsteller                                                             | 51    |       |
| 1. April  | Donato Raffaele Sbarretti Tazza       | italienischer katholischer Theologe und Kardinal                                                     | 82    |       |
| 1. April  | Hermann Torggler                      | österreichischer Porträtmaler                                                                        | 61    |       |
| 1. April  | Albert Vandeplancke                   | französischer Schwimmer und Wasserballspieler                                                        | 28    |       |
| 2. April  | Vicente Castellanos y Núñez           | mexikanischer Geistlicher, Bischof von Tulancingo                                                    | 68    |       |
| 2. April  | Reinhold Werner                       | deutscher Maler                                                                                      | 75    |       |
| 3. April  | Tenney Frank                          | US-amerikanischer Althistoriker                                                                      | 62    |       |
| 3. April  | Albert Friedrich Schröder             | deutscher Genremaler                                                                                 | 84    |       |
| 3. April  | Fritz Wagner                          | deutscher Genremaler                                                                                 | 42    |       |
| 3. April  | Walery Sławek                         | polnischer Politiker, Mitglied des Sejm, Ministerpräsident Polens sowie Sejmmarschall                | 59    |       |
| 4. April  | Ghazi I.                              | irakischer Adeliger, König des Irak                                                                  | 27    |       |
| 4. April  | Alice Hughes                          | britische Fotografin                                                                                 | 81    |       |
| 4. April  | Adolf Langfeld                        | deutscher Jurist, Politiker und Staatsminister                                                       | 84    |       |
| 5. April  | John J. Douglass                      | US-amerikanischer Politiker                                                                          | 66    |       |
| 5. April  | Nicolaus Ebeling                      | deutscher Reeder                                                                                     | 68    |       |
| 5. April  | Emanuel Friedli                       | Schweizer Schriftsteller                                                                             | 92    |       |
| 5. April  | Jörg Mager                            | deutscher Musiker und Instrumentenbauer                                                              |       |       |
| 5. April  | Alexander Wyneken                     | deutscher Journalist und Zeitungsverleger                                                            | 90    |       |
| 6. April  | José Dolores Estrada Morales          | nicaraguanischer Politiker und am 28. August 1910 Präsident des Landes                               |       |       |
| 6. April  | Rudolf Horn                           | deutscher Pädagoge und Politiker (DVP), MdL                                                          | 61    |       |
| 6. April  | Josef Resch                           | österreichischer Politiker und Jurist                                                                | 58    |       |
| 6. April  | Adolf Steger                          | Schweizer Architekt                                                                                  | 50    |       |
| 7. April  | André Cluysenaar                      | belgischer Maler                                                                                     | 66    |       |
| 7. April  | Joseph Lyons                          | australischer Politiker und Premierminister                                                          | 59    |       |
| 7. April  | Louis Meyer                           | Politiker                                                                                            | 70    |       |
| 7. April  | Karel Špillar                         | tschechischer Maler                                                                                  | 67    |       |
| 8. April  | William O. Barnard                    | US-amerikanischer Politiker                                                                          | 86    |       |
| 8. April  | Egmont Colerus                        | österreichischer Schriftsteller                                                                      | 50    |       |
| 8. April  | Ernest T. Hargrove                    | englisch-US-amerikanischer Rechtsanwalt und Theosoph                                                 |       |       |
| 8. April  | Adolf von der Nahmer                  | deutscher Kaufmann und Präsident der Industrie- und Handelskammer Remscheid                          | 72    |       |
| 8. April  | Emilio Serrano                        | spanischer Pianist und Komponist                                                                     | 89    |       |
| 9. April  | Marcel Couchaux                       | französischer Maler der École de Rouen                                                               | 61    |       |
| 9. April  | J. Hamilton Lewis                     | US-amerikanischer Oberst und Politiker                                                               | 75    |       |
| 9. April  | Mathias Morhardt                      | französisch-schweizerischer Journalist, Kunstkritiker und Redaktor                                   | 75    |       |
| 10. April | Franz-Joseph Ahles                    | deutscher Schriftsteller                                                                             | 69    |       |
| 10. April | Erwin von Busse                       | deutscher Maler, Theaterregisseur und Schriftsteller                                                 | 54    |       |
| 10. April | Max Dienemann                         | deutscher Rabbiner, Publizist und Philologe                                                          | 63    |       |
| 10. April | Adolf Carl Noé                        | österreichisch-amerikanischer Paläobotaniker und Geologe                                             | 65    |       |
| 10. April | Alfredo Panzini                       | italienischer Schriftsteller, Historiker, Italianist und Lexikograf                                  | 75    |       |
| 10. April | Joseph Damian Schmitt                 | deutscher katholischer Theologe; Bischof von Fulda                                                   | 80    |       |
| 11. April | S. S. Van Dine                        | amerikanischer Schriftsteller und Kunstkritiker                                                      | 50    |       |
| 11. April | Anton Norst                           | österreichischer Journalist                                                                          | 79    |       |
| 12. April | Cyril Alden                           | britischer Bahnradsportler                                                                           | 55    |       |
| 12. April | Paul Hopf                             | Oberbürgermeister von Elberfeld                                                                      | 63    |       |
| 12. April | Erich Mindner                         | deutscher Architekt und Hochschullehrer                                                              | 44    |       |
| 12. April | Nikolai Michailowitsch Strelnikow     | russischer Komponist und Musikschriftsteller                                                         | 50    |       |
| 12. April | Paul Wernle                           | Schweizer evangelischer Theologe und Hochschullehrer                                                 | 66    |       |
| 13. April | Kodagina Gowramma                     | indische Schriftstellerin                                                                            | 27    |       |
| 14. April | William Bell Walton                   | US-amerikanischer Politiker                                                                          | 68    |       |
| 14. April | Lajos Winkler                         | ungarischer Chemiker und Pharmazeut                                                                  | 75    |       |
| 15. April | Pawel Konstantinowitsch Alexejew      | russisch-sowjetischer Metallurg                                                                      |       |       |
| 15. April | Minna Bachem-Sieger                   | deutsche Frauenrechtlerin, Dichterin und Politikerin                                                 | 68    |       |
| 15. April | William Davidson                      | britischer Segler                                                                                    |       |       |
| 15. April | Alexei Kapitonowitsch Gastew          | russischer Gewerkschaftsaktivist und Dichter                                                         | 56    |       |
| 15. April | Sergei Andrejewitsch Kotljarewski     | russischer Historiker, Autor, Jurist und Politiker                                                   | 65    |       |
| 15. April | Georgi Adamowitsch Nadson             | sowjetischer Biologe                                                                                 | 71    |       |
| 16. April | Max Bleibtreu                         | deutscher Hochschullehrer und Physiologe                                                             |       |       |
| 16. April | Jefrem Alexejewitsch Eschba           | abchasisch-sowjetischer Kommunist                                                                    | 46    |       |
| 16. April | Heinrich Unger                        | deutscher Politiker (NSDAP), MdR und Buchhalter                                                      | 71    |       |
| 17. April | Franz Ehrenhöfer                      | österreichischer Bildhauer                                                                           | 58    |       |
| 17. April | Ernest Finger                         | österreichischer Dermatologe                                                                         | 82    |       |
| 17. April | Ludwig Herzer                         | österreichischer Arzt und Librettist                                                                 | 67    |       |
| 17. April | Ernst Marbach                         | deutscher Klassischer Philologe und Gymnasiallehrer                                                  | 46    |       |
| 17. April | Paula Menotti                         | österreichische Sängerin                                                                             |       |       |
| 17. April | Harry Stiff                           | britischer Tauzieher                                                                                 | 57    |       |
| 18. April | Nicolaas Bastert                      | niederländischer Landschaftsmaler                                                                    | 85    |       |
| 18. April | Hugo Charlemont                       | österreichischer Maler                                                                               | 89    |       |
| 18. April | Ishbel Maria Hamilton-Gordon          | schottische Sozialreformerin und Frauenrechtlerin                                                    | 82    |       |
| 18. April | Matthew Nathan                        | britischer Offizier und Kolonialbeamter                                                              | 77    |       |
| 19. April | Lucílio de Albuquerque                | brasilianischer Maler, Grafiker und Kunsthochschulprofessor                                          | 61    |       |
| 19. April | Gustav Adolf Bühler                   | Schweizer Unternehmer und Kantonsrat (FDP)                                                           | 69    |       |
| 19. April | Henry Stephens Salt                   | englischer Philosoph und Sozialreformer                                                              | 87    |       |
| 19. April | Werner Sutermeister                   | Schweizer Schriftsteller                                                                             |       |       |
| 19. April | János Vaszary                         | ungarischer Maler und Professor der Malerei                                                          | 71    |       |
| 19. April | Jan de Vries                          | niederländischer Sprinter                                                                            | 43    |       |
| 19. April | Rudolf Wacker                         | österreichischer Maler                                                                               | 46    |       |
| 20. April | Hermann Fleißner                      | deutscher Politiker (SPD), MdL, MdR                                                                  | 73    |       |
| 20. April | Franz Salvator von Österreich-Toskana | österreichischer Erzherzog                                                                           | 72    |       |
| 20. April | William Mitchell Ramsay               | schottischer Althistoriker, Archäologie und Hochschullehrer                                          | 87    |       |
| 20. April | Teodoro R. Yangco                     | philippinischer Politiker                                                                            | 77    |       |
| 21. April | Wilhelm Butz                          | deutscher Unternehmer                                                                                | 66    |       |
| 21. April | Louis Clerc-Leuba                     | Schweizer Politiker                                                                                  |       |       |
| 21. April | Bolesław Domański                     | deutsch-polnischer Pfarrer und politischer Aktivist polnischer Minderheiten in der Weimarer Republik | 67    |       |
| 21. April | Iwan Michailowitsch Gubkin            | russisch-sowjetischer Geologe                                                                        | 67    |       |
| 21. April | Rudolf Jettmar                        | österreichischer Maler und Grafiker                                                                  | 69    |       |
| 21. April | Hermann August Krauss                 | deutscher Arzt und Entomologe                                                                        | 90    |       |
| 21. April | Wilhelm Kroll                         | deutscher Klassischer Philologe                                                                      | 69    |       |
| 21. April | Charles Blair Macdonald               | US-amerikanischer Golfarchitekt                                                                      | 83    |       |
| 21. April | Joe Young                             | US-amerikanischer Liedtexter                                                                         | 49    |       |
| 22. April | Marie Bernays                         | deutsche Politikerin und Frauenrechtlerin                                                            | 55    |       |
| 22. April | Karl Eckstein                         | deutscher Forstwissenschaftler und Entomologe                                                        | 79    |       |
| 22. April | Anton Ulbrich                         | deutscher Kunsthistoriker                                                                            | 72    |       |
| 23. April | Domenico Mariani                      | italienischer Geistlicher, Kardinal der römisch-katholischen Kirche                                  | 75    |       |
| 23. April | Ernst Neeb                            | deutscher Gymnasiallehrer und Kunsthistoriker                                                        | 77    |       |
| 23. April | Maria Gabriella Sagheddu              | italienische Ordensgeistliche (Trappistin) und katholische Selige                                    |       |       |
| 23. April | Ljudmila Nikolajewna Stal             | russische Revolutionärin                                                                             | 67    |       |
| 24. April | Edith Munnings                        | neuseeländische Malerin                                                                              | 72    |       |
| 24. April | Fritz Klingmüller                     | deutscher Rechtswissenschaftler                                                                      | 67    |       |
| 24. April | Franz von Stephani                    | deutscher Major, Stahlhelmführer und Politiker (NSDAP), MdR                                          | 62    |       |
| 24. April | Louis Trousselier                     | französischer Radrennfahrer                                                                          | 57    |       |
| 24. April | Moriz Wlassak                         | österreichischer Jurist und Rechtshistoriker                                                         | 84    |       |
| 25. April | Archibald Leitch                      | schottischer Architekt                                                                               | 73    |       |
| 25. April | Ludwig Andreas Veit                   | deutscher römisch-katholischer Theologe                                                              | 59    |       |
| 26. April | Louis Brisset                         | französischer Komponist                                                                              | 66    |       |
| 26. April | Otto Schulthess                       | Schweizer Klassischer Philologe und Hochschullehrer                                                  | 77    |       |
| 27. April | Friedrich Carl Holtz                  | deutscher politischer Schriftsteller und Verleger                                                    | 57    |       |
| 27. April | Franz Kaufmann                        | deutsch-tschechoslowakicher Politiker (SPD, DSAP)                                                    | 63    |       |
| 28. April | Hans Böker                            | deutscher Anatom, Arzt, Zoologe und Morphologe                                                       | 52    |       |
| 28. April | Leo Karl von Habsburg-Lothringen      | österreichischer und polnischer Offizier                                                             | 45    |       |
| 28. April | Curt Hillig                           | deutscher Jurist                                                                                     | 74    |       |
| 28. April | Louise Kaulich-Lazarich               | österreichische Opernsängerin (Mezzosopran und Alt, fallweise auch Sopran)                           | 84    |       |
| 28. April | Robert Montgomerie                    | britischer Fechter                                                                                   | 59    |       |
| 29. April | Charles Dixon                         | englischer Tennisspieler                                                                             | 66    |       |
| 29. April | Harry Plate                           | deutscher Klempnermeister und Handwerksfunktionär                                                    | 85    |       |
| 29. April | Timothy Rees                          | anglikanischer Bischof                                                                               | 64    |       |
| 29. April | Pawel Polijewktowitsch Schorygin      | russischer Chemiker                                                                                  | 58    |       |
| 30. April | Oskar Bye                             | norwegischer Turner                                                                                  | 68    |       |
| 30. April | Erich Kunz                            | deutscher Politiker (NSDAP), MdR                                                                     | 41    |       |
| 30. April | Mojsije Margel                        | Rabbiner der Jüdischen Gemeinde Zagreb und Požega                                                    | 63    |       |

## Mai
| Tag     | Name                               | Beruf, bekannt als | Alter | Beleg |
| ------- | ---------------------------------- | --- | ----- | ----- |
| 1. Mai  | James Kerr-Lawson                  | schottisch-kanadischer Maler, Porträtist, Lithograf und Wandmaler                                                                       | 76    |       |
| 1. Mai  | Marija Kessler                     | Salonnière | 79    |       |
| 1. Mai  | Herti Kirchner                     | deutsche Schauspielerin und Schriftstellerin                                                                                            | 25    |       |
| 1. Mai  | Wilhelm Normann                    | deutscher Chemiker | 69    |       |
| 1. Mai  | Bautista Saavedra Mallea           | Präsident der Republik Bolivien | 68    |       |
| 1. Mai  | Heinrich Sames                     | Landtagsabgeordneter Volksstaat Hessen                                                                                                  | 74    |       |
| 1. Mai  | Walther Schrauth                   | deutscher Chemiker und Unternehmer | 58    |       |
| 2. Mai  | Walter Dittbender                  | deutscher Politiker (KPD), Widerstandskämpfer gegen den Nationalsozialismus, Opfer des Stalinismus                                      | 47    |       |
| 2. Mai  | Walter Gempp                       | deutscher Ingenieur und Leiter der Berliner Feuerwehr                                                                                   | 60    |       |
| 2. Mai  | Arnold Rademacher                  | deutscher katholischer Priester, Professor, Theologe und Philosoph                                                                      | 65    |       |
| 3. Mai  | Karl Friedrich von Auwers          | deutscher Chemiker | 75    |       |
| 3. Mai  | Wilhelm Groener                    | württembergischer Offizier, zuletzt Generalleutnant sowie Politiker                                                                     | 71    |       |
| 3. Mai  | Paul Krusch                        | deutscher Geologe | 70    |       |
| 3. Mai  | Gustav Sommerfeldt                 | deutscher Historiker und Lehrer | 74    |       |
| 4. Mai  | Georgiana Goddard King             | US-amerikanische Kunsthistorikerin | 67    |       |
| 4. Mai  | Hubert Köster                      | Landtagsabgeordneter Volksstaat Hessen                                                                                                  | 43    |       |
| 4. Mai  | Eugen Mogk                         | deutscher Nordist und Professor an der Universität Leipzig                                                                              | 84    |       |
| 4. Mai  | Richard Wossidlo                   | deutscher Gymnasiallehrer und Ethnologe                                                                                                 | 80    |       |
| 5. Mai  | Maurycy Zamoyski                   | polnischer Politiker, Diplomat und Außenminister                                                                                        | 67    |       |
| 6. Mai  | Johannes Aisch                     | deutscher evangelischer Geistlicher und Imker, Fachschriftsteller                                                                       | 68    |       |
| 6. Mai  | Richard Dunkel                     | deutscher Kaufmann und Bremer Politiker (Kaufmannsklasse, DDP), MdBB                                                                    | 69    |       |
| 6. Mai  | Paul Faber                         | deutscher Fußballspieler und -funktionär                                                                                                | 59    |       |
| 6. Mai  | Ragnar Jändel                      | schwedischer Schriftsteller und Lyriker                                                                                                 | 44    |       |
| 6. Mai  | Konstantin Andrejewitsch Somow     | russischer Maler und Grafiker | 69    |       |
| 6. Mai  | Robert Teichmüller                 | deutscher Pianist und Hochschullehrer                                                                                                   | 76    |       |
| 7. Mai  | Alfred Bilz                        | deutscher Naturheilkundler und Verleger                                                                                                 | 62    |       |
| 7. Mai  | Eduard Birgfeld                    | deutscher Schachkomponist | 51    |       |
| 7. Mai  | Josef Grünhut                      | österreichischer Bildhauer | 71    |       |
| 7. Mai  | Siegfried Prütz                    | deutscher Kunstschmied, Professor | 39    |       |
| 7. Mai  | Antonio Taramelli                  | italienischer Archäologe | 70    |       |
| 8. Mai  | Robert Lachmann                    | deutscher Musikethnologe, Bibliothekar und Orientalist                                                                                  | 46    |       |
| 8. Mai  | Kurt Löwenstein                    | deutscher Politiker (SPD), MdR | 53    |       |
| 9. Mai  | Anna Schuster                      | deutsche Krippenschnitzerin und Heimatdichterin                                                                                         | 66    |       |
| 10. Mai | Philipp Hoffmann                   | deutscher Landwirtschaftslehrer, Autor und Mitbegründer des Verbandes Pfälzischer Tabakbauvereine sowie des Deutschen Tabakbauverbandes | 68    |       |
| 10. Mai | Sigfús Einarsson                   | isländischer Komponist | 62    |       |
| 11. Mai | Christian Eberhardt                | Vorstandsmitglied von Knorr | 82    |       |
| 11. Mai | Heinrich Krumbhaar                 | deutscher Zeitungsverleger | 71    |       |
| 11. Mai | Jewgeni Karlowitsch Miller         | russischer General | 71    |       |
| 11. Mai | Miyoshi Manabu                     | japanischer Botaniker | 77    |       |
| 11. Mai | Jean Morax                         | Schweizer Maler | 69    |       |
| 11. Mai | Polina Denissowna Ossipenko        | sowjetische Pilotin | 31    |       |
| 11. Mai | Alberto Palacio                    | baskischer Architekt und Ingenieur | 83    |       |
| 11. Mai | Anatoli Konstantinowitsch Serow    | sowjetischer Pilot | 29    |       |
| 12. Mai | Max Hahn                           | deutscher Jurist | 43    |       |
| 12. Mai | Karl Hoefer                        | deutscher Offizier, zuletzt Generalleutnant und Freikorpsführer des Selbstschutzes Oberschlesien                                        | 76    |       |
| 12. Mai | Meta Schoepp                       | deutsche Schriftstellerin | 71    |       |
| 13. Mai | Stanisław Leśniewski               | polnischer Philosoph, Mathematiker und Logiker                                                                                          | 53    |       |
| 13. Mai | Joseph von Moos                    | Schweizer Maler, Zeichner, Radierer, Kunstpädagoge und Direktor der Kunstgewerbeschule Luzern                                           | 80    |       |
| 14. Mai | Isabelle Bean                      | englisch-australische Krankenschwester, Frauenrechtlerin, Feministin und Theosophin                                                     |       |       |
| 14. Mai | Romolo Buni                        | italienischer Radrennfahrer | 67    |       |
| 14. Mai | Jesse Price                        | US-amerikanischer Politiker | 75    |       |
| 14. Mai | Carl Zickner                       | deutscher Schauspieler | 71    |       |
| 15. Mai | Hugo Klugt                         | deutscher Bildhauer und Maler | 59    |       |
| 15. Mai | Pawlo Kowschun                     | ukrainischer Grafiker, Maler und Kunstkritiker                                                                                          | 42    |       |
| 15. Mai | Max Naumann                        | deutscher Rechtsanwalt, Politiker und Publizist                                                                                         | 64    |       |
| 15. Mai | Heinrich Zeininger                 | deutscher Hofgartendirektor | 72    |       |
| 16. Mai | Wsewolod Holubowytsch              | ukrainischer Politiker | 54    |       |
| 16. Mai | Alexis Lemaître                    | französischer Ordensgeistlicher und römisch-katholischer Erzbischof von Karthago                                                        | 75    |       |
| 16. Mai | Anders Lindstedt                   | schwedischer Mathematiker | 84    |       |
| 16. Mai | Sidney Luxton Loney                | britischer Mathematiker | 79    |       |
| 16. Mai | Juan Montero                       | chilenischer Fußballspieler | 28/29 |       |
| 16. Mai | Karl Schöppe                       | böhmischer Politiker (DNP) | 58    |       |
| 17. Mai | Antoni Laubitz                     | Weihbischof | 77    |       |
| 18. Mai | Alfred Hessel                      | deutscher Historiker und Bibliothekar                                                                                                   | 61    |       |
| 18. Mai | Karl Ryssel                        | deutscher Politiker (SPD, USPD), MdR | 70    |       |
| 19. Mai | Ahmet Ağaoğlu                      | aserbaidschanisch-türkischer Journalist, Schriftsteller, Politiker                                                                      |       |       |
| 19. Mai | Max Crone                          | deutscher Theologe und Schriftsteller                                                                                                   | 77    |       |
| 19. Mai | Thomas Cubitt                      | britischer Offizier, Gouverneur von Bermuda                                                                                             | 68    |       |
| 19. Mai | Louis Douglas                      | US-amerikanischer Tänzer und Schauspieler                                                                                               | 50    |       |
| 19. Mai | Friedrich Graf von der Schulenburg | deutscher Offizier und Politiker (DNVP, NSDAP), MdR                                                                                     | 73    |       |
| 19. Mai | Hendrik Sonnenschein               | niederländischer Beamter | 43    |       |
| 20. Mai | Ettore Ciccotti                    | italienischer Historiker und Politiker, Mitglied der Camera dei deputati, Senator auf Lebenszeit                                        | 76    |       |
| 20. Mai | Eugen Hilbert                      | württembergischer Oberamtmann | 85    |       |
| 20. Mai | Karl von Kirchbach auf Lauterbach  | österreichischer General | 83    |       |
| 20. Mai | Henry Pancoast                     | US-amerikanischer Radiologe | 64    |       |
| 20. Mai | Eugen Schmoller                    | deutscher Richter | 73    |       |
| 21. Mai | Werner Deetjen                     | deutscher Germanist und Bibliothekar | 62    |       |
| 21. Mai | Heinrich Frevert                   | deutscher Politiker | 77    |       |
| 21. Mai | Arnold von Guilleaume              | deutscher Unternehmer | 70    |       |
| 21. Mai | Christian zu Rantzau               | deutscher Verwaltungs- und Hofbeamter, Rittergutsbesitzer und Parlamentarier                                                            | 80    |       |
| 21. Mai | Charles Bennett Smith              | US-amerikanischer Politiker | 68    |       |
| 21. Mai | Grigori Jakowlewitsch Sokolnikow   | sowjetischer Politiker (KPdSU), Volkskommissar für Finanzen (1922–1926) sowie Botschafter in London (1929–1932)                         | 50    |       |
| 21. Mai | Hans Widmer                        | Schweizer Mediziner und Politiker | 49    |       |
| 22. Mai | Jiří Mahen                         | tschechischer Dramatiker, Dichter, Journalist und Bibliothekar                                                                          | 56    |       |
| 22. Mai | Emigdio Marmolejo León             | mexikanischer Landwirt, Aktivist und Funktionär                                                                                         | 60    |       |
| 22. Mai | Willem de Mérode                   | niederländischer Dichter | 51    |       |
| 22. Mai | John Milliken Parker               | US-amerikanischer Politiker | 76    |       |
| 22. Mai | Ernst Toller                       | deutscher Schriftsteller, Politiker und Revolutionär                                                                                    | 45    |       |
| 23. Mai | Arthur Blumenthal                  | deutscher Gynäkologe | 64    |       |
| 23. Mai | Margarete Böhme                    | deutsche Schriftstellerin | 72    |       |
| 23. Mai | Peter A. Demeter                   | deutscher Buchbinder, Typograph und Verleger                                                                                            | 64    |       |
| 23. Mai | Rudolf Fick                        | deutscher Anatom, Pathologe und Hochschullehrer                                                                                         | 73    |       |
| 23. Mai | Otto Fischbeck                     | deutscher Politiker (Fortschrittliche Volkspartei, DDP), MdR und preußischer Staatsminister                                             | 73    |       |
| 23. Mai | Daniel Haase                       | bessarabiendeutscher evangelischer Geistlicher                                                                                          | 61    |       |
| 23. Mai | Heinrich Eduard Linde-Walther      | deutscher Maler, Kinderbuchillustrator                                                                                                  | 70    |       |
| 23. Mai | Joseph Patterson                   | US-amerikanischer Leichtathlet | 26    |       |
| 23. Mai | Otto Pfister                       | Schweizer Politiker (SP) | 63    |       |
| 23. Mai | Witmer Stone                       | US-amerikanischer Zoologe und Botaniker                                                                                                 | 72    |       |
| 24. Mai | Aleksander Brückner                | polnischer Slawist | 83    |       |
| 24. Mai | John Docherty                      | schottischer Fußballtorwart und -trainer                                                                                                |       |       |
| 24. Mai | William Heneker                    | kanadischer Offizier, zuletzt General in britischen Diensten; Kommandeur der Britischen Rheinarmee (1920)                               | 71    |       |
| 24. Mai | Bert Lord                          | US-amerikanischer Politiker | 69    |       |
| 24. Mai | Woldemar Graf Uxkull-Gyllenband    | deutscher Althistoriker | 41    |       |
| 24. Mai | Carl Woitschach                    | deutscher Komponist und Dirigent | 75    |       |
| 25. Mai | Joseph Duveen, 1. Baron Duveen     | britischer Kunsthändler | 69    |       |
| 25. Mai | Frank Dyson                        | englischer Astronom | 71    |       |
| 25. Mai | Vincas Karoblis                    | litauischer Jurist und Politiker | 72    |       |
| 25. Mai | Karl Picot                         | deutscher Reichsgerichtsrat | 75    |       |
| 25. Mai | August von Schmieden               | sächsischer Generalleutnant | 78    |       |
| 26. Mai | Charles Horace Mayo                | US-amerikanischer Arzt, Physiker und Mitgründer der Mayo Clinic                                                                         | 73    |       |
| 26. Mai | August Meister                     | deutsch-schweizerischer Maschinenbauingenieur                                                                                           | 65    |       |
| 26. Mai | Carl Rüdell                        | deutscher Architekt und Maler | 83    |       |
| 27. Mai | Kagami Kenkichi                    | japanischer Unternehmer | 70    |       |
| 27. Mai | Joseph Roth                        | österreichischer Schriftsteller und Journalist                                                                                          | 44    |       |
| 28. Mai | Rose Austerlitz                    | deutsche Schriftstellerin und Redakteurin                                                                                               | 62    |       |
| 28. Mai | Charles Bull                       | englischer Tischtennisspieler | 30    |       |
| 28. Mai | Hans Fahrni                        | Schweizer Schachmeister | 64    |       |
| 28. Mai | James A. Frear                     | US-amerikanischer Politiker | 77    |       |
| 28. Mai | Josef Hämmerle                     | österreichischer Stickereiunternehmer und Politiker (CSP), Landtagsabgeordneter zum Vorarlberger Landtag                                | 53    |       |
| 28. Mai | George Hamilton Kenrick            | britischer Lepidopterologe | 89    |       |
| 29. Mai | Hans Ehelolf                       | deutscher Altorientalist und Hethitologe                                                                                                | 57    |       |
| 29. Mai | Karl Ettlinger                     | deutscher Schriftsteller | 57    |       |
| 29. Mai | Joseph Grinnell                    | US-amerikanischer Zoologe (insbesondere Ornithologe)                                                                                    | 62    |       |
| 29. Mai | Emil Lederer                       | böhmisch-österreichischer Ökonom und Soziologe                                                                                          | 56    |       |
| 29. Mai | Maria Ursula Ledóchowska           | österreichisch-polnische Nonne und Heilige                                                                                              | 74    |       |
| 29. Mai | Åke Lundeberg                      | schwedischer Sportschütze | 50    |       |
| 30. Mai | Armin Friedmann                    | österreichischer Dramatiker und Journalist                                                                                              | 75    |       |
| 30. Mai | Käthe Neumark                      | deutsche Krankenschwester und Kinderärztin                                                                                              | 68    |       |
| 30. Mai | Friedrich Wilhelm                  | deutscher Germanist | 57    |       |
| 31. Mai | Grafton D. Cushing                 | US-amerikanischer Politiker | 74    |       |
| 31. Mai | Franz Feuerstein                   | deutscher Politiker (SPD), MdL und MdR                                                                                                  | 72    |       |
|         | Werner Arndt                       | deutscher Tischtennisfunktionär | 54    |       |
|         | Albert Marque                      | französischer Bildhauer und Puppenmacher                                                                                                | 66    |       |

## Juni
| Tag      | Name                                             | Beruf, bekannt als                                                                    | Alter | Beleg |
| -------- | ------------------------------------------------ | ------------------------------------------------------------------------------------- | ----- | ----- |
| 1. Juni  | David Peck Todd                                  | US-amerikanischer Astronom                                                            | 84    |       |
| 1. Juni  | Arthur Wood                                      | britischer Segler und Bergbauunternehmer                                              | 64    |       |
| 1. Juni  | Emil Ziehl                                       | deutscher Ingenieur und Unternehmer                                                   |       |       |
| 2. Juni  | Enrique Fernández Arbós                          | spanischer Geiger, Dirigent und Komponist                                             | 75    |       |
| 2. Juni  | Lambert Horn                                     | deutscher Politiker (KPD), MdR                                                        | 39    |       |
| 2. Juni  | Friedrich Munter                                 | deutscher Dirigent, Musikwissenschaftler und Komponist                                | 58    |       |
| 2. Juni  | Josef Reiter                                     | österreichischer Musikpädagoge, Chorleiter, Kapellmeister und Komponist               | 77    |       |
| 2. Juni  | Alois Theodor Sonnleitner                        | österreichischer Jugendbuchautor                                                      | 70    |       |
| 3. Juni  | William H. Heald                                 | US-amerikanischer Politiker                                                           | 74    |       |
| 3. Juni  | Franciszek Lisowski                              | polnischer Geistlicher, Bischof von Tarnów                                            | 62    |       |
| 4. Juni  | Henry U. Johnson                                 | US-amerikanischer Politiker                                                           | 88    |       |
| 4. Juni  | Tommy Ladnier                                    | US-amerikanischer Musiker, Trompeter                                                  | 39    |       |
| 4. Juni  | Emil Seling                                      | deutscher Dirigent, Musikpädagoge und Komponist                                       | 70    |       |
| 4. Juni  | Reginald Courtenay Welch                         | englischer Fußballspieler und Sportfunktionär                                         | 87    |       |
| 5. Juni  | Abe Shigetaka                                    | japanischer Erziehungswissenschaftler                                                 | 49    |       |
| 5. Juni  | Christina Broom                                  | englische Fotografin                                                                  | 76    |       |
| 5. Juni  | Hermann Thiersch                                 | deutscher Klassischer Archäologe                                                      | 65    |       |
| 5. Juni  | Cornelius Trieschmann                            | deutscher Politiker (DDP), MdR                                                        | 63    |       |
| 6. Juni  | W. Reginald Bray                                 | britischer Exzentriker, Sammler von Autogrammen und Post-Curiosa                      | 60    |       |
| 6. Juni  | George Fawcett                                   | US-amerikanischer Schauspieler                                                        | 78    |       |
| 6. Juni  | Raymond Orteig                                   | US-amerikanischer Unternehmer                                                         | 69    |       |
| 6. Juni  | Michael Schacherl                                | österreichischer Politiker (SDAP), Landtagsabgeordneter, Abgeordneter zum Nationalrat | 69    |       |
| 6. Juni  | Ernst Conrad Sedlmayr                            | österreichischer Agrarökonom                                                          | 71    |       |
| 6. Juni  | Karl Sträb                                       | Lehrer und Heimatkundler                                                              | 80    |       |
| 6. Juni  | Dmitri Petrowitsch Swjatopolk-Mirski             | russischer Schriftsteller, Historiker und Literaturwissenschaftler                    | 48    |       |
| 6. Juni  | Xu Shichang                                      | chinesischer Politiker                                                                | 83    |       |
| 7. Juni  | Sigmund Fraenkel                                 | österreichisch Medizinchemiker, Hochschullehrer und Politiker, Landtagsabgeordneter   | 71    |       |
| 7. Juni  | Hermann Hirzel                                   | Schweizer Apotheker und Maler                                                         | 74    |       |
| 7. Juni  | August Kirstein                                  | österreichischer Architekt und Dombaumeister                                          | 82    |       |
| 8. Juni  | Thomas Frankson                                  | US-amerikanischer Politiker                                                           | 69    |       |
| 8. Juni  | Josef Laßletzberger                              | österreichischer Militärkapellmeister und Komponist                                   | 76    |       |
| 8. Juni  | Josef Ponn                                       | deutscher Skilangläufer                                                               | 32    |       |
| 8. Juni  | Expeditus Schmidt                                | deutscher Franziskaner, Schriftsteller, Theater- und Literaturhistoriker              | 70    |       |
| 9. Juni  | Akashi Kaijin                                    | japanischer Dichter                                                                   | 37    |       |
| 9. Juni  | Paul Großmann                                    | deutscher Librettist, Schriftsteller, Verleger und Chronist                           | 74    |       |
| 9. Juni  | Owen Moore                                       | US-amerikanischer Schauspieler irischer Abstammung                                    | 52    |       |
| 9. Juni  | Wilhelm Schröder                                 | Oldenburger Landtagspräsident                                                         | 85    |       |
| 9. Juni  | Oswald Schumann                                  | deutscher Politiker (SPD), MdR                                                        | 73    |       |
| 10. Juni | Hugo Juhl                                        | deutscher Unternehmer                                                                 | 66    |       |
| 10. Juni | Albert Ogilvie                                   | australischer Politiker                                                               | 49    |       |
| 11. Juni | Hermann Decker                                   | deutscher Chemiker und Hochschullehrer                                                | 70    |       |
| 11. Juni | Hermann Litt                                     | deutscher Theaterregisseur und Schauspieler                                           | 80    |       |
| 11. Juni | Jacob Mayer                                      | jüdischer Bürger von Buchen (Odenwald) und Mundartdichter                             | 73    |       |
| 11. Juni | Curt von Paquet                                  | deutscher Fußballschiedsrichter                                                       | 56    |       |
| 11. Juni | Walther Poppelreuter                             | deutscher Nervenarzt Psychologe                                                       | 52    |       |
| 11. Juni | Otto Wiegand                                     | deutscher Kunstturner                                                                 | 63    |       |
| 11. Juni | Edgard Zunz                                      | belgischer Pharmakologe                                                               | 64    |       |
| 12. Juni | Heinrich Liebmann                                | deutscher Mathematiker                                                                | 64    |       |
| 12. Juni | Pierre Nijs                                      | belgischer Wasserballspieler                                                          | 49    |       |
| 12. Juni | Heinrich Poll                                    | deutscher Anatom                                                                      | 61    |       |
| 12. Juni | Sidney von Wöhrmann                              | deutscher Zoologe (Malakologe) und Paläontologe                                       | 76    |       |
| 13. Juni | Joseph Edgar Brown                               | US-amerikanischer Politiker                                                           | 59    |       |
| 13. Juni | Karl Gall                                        | österreichischer Motorradrennfahrer                                                   | 35    |       |
| 13. Juni | Hermann Staffehl                                 | deutscher Politiker (DNVP), MdR                                                       | 65    |       |
| 13. Juni | János Teleszky                                   | ungarischer Politiker, Finanzfachmann und Minister                                    | 70    |       |
| 13. Juni | Hermann Wiener                                   | deutscher Mathematiker                                                                | 82    |       |
| 14. Juni | Wladislaw Felizianowitsch Chodassewitsch         | russischer Schriftsteller                                                             | 53    |       |
| 14. Juni | Ivor Guest, 1. Viscount Wimborne                 | britischer Politiker (Liberal Party), Mitglied des House of Commons                   | 66    |       |
| 14. Juni | Herbert Michaelis                                | deutscher Anwalt, Kommunist und Widerstandskämpfer                                    | 40    |       |
| 14. Juni | Eugen Wolf                                       | deutscher Fotograf                                                                    | 74    |       |
| 15. Juni | Edward Chaytor                                   | neuseeländischer Generalmajor                                                         | 70    |       |
| 15. Juni | Arthur Leighton                                  | englischer Hockeyspieler                                                              | 50    |       |
| 15. Juni | Manfred Lindemann-Frommel                        | deutscher Marinemaler, Architekt und Kunstprofessor                                   | 86    |       |
| 15. Juni | Hans Scheriau                                    | österreichischer Politiker (NSDAP), MdR                                               | 50    |       |
| 16. Juni | Hermann Dahl                                     | deutscher Wasserspringer                                                              | 45    |       |
| 16. Juni | Christine Holstein                               | deutsche Schriftstellerin                                                             | 55    |       |
| 16. Juni | Hermann Julier                                   | deutscher Politiker (CNBL), MdR                                                       | 62    |       |
| 16. Juni | Arthur Wallis Myers                              | englischer Tennisspieler und Sportjournalist                                          | 60    |       |
| 16. Juni | Christoph Voll                                   | deutscher Bildhauer und Graphiker                                                     | 42    |       |
| 16. Juni | Chick Webb                                       | US-amerikanischer Musiker                                                             | 34    |       |
| 17. Juni | Nicholas Comper                                  | britischer Luftfahrtingenieur und Pilot                                               | 42    |       |
| 17. Juni | Bernhard Heinrich Stehlmann                      | deutscher Postsekretär, Heimatforscher und Komponist                                  | 85    |       |
| 17. Juni | Eugen Weidmann                                   | deutscher Staatsangehöriger, der in Frankreich sechs Morde beging                     | 31    |       |
| 18. Juni | Arthur Edwin Kennelly                            | US-amerikanischer Elektroingenieur                                                    | 77    |       |
| 18. Juni | Richard Joseph Meyer                             | deutscher Chemiker                                                                    | 73    |       |
| 19. Juni | Grace Abbott                                     | US-amerikanische Sozialreformerin und Hochschullehrerin                               | 60    |       |
| 19. Juni | Gustav Budjuhn                                   | deutscher Politiker (DNVP), MdR                                                       | 69    |       |
| 19. Juni | Dennis Thomas Flynn                              | US-amerikanischer Politiker                                                           | 78    |       |
| 19. Juni | Otto Münkel                                      | deutscher Verwaltungsjurist und Parlamentarier                                        | 64    |       |
| 19. Juni | Charles Swindall                                 | US-amerikanischer Jurist und Politiker                                                | 63    |       |
| 19. Juni | Emilio Villoresi                                 | italienischer Automobilrennfahrer                                                     | 25    |       |
| 20. Juni | August Metzinger                                 | deutscher Politiker (Zentrum), MdL                                                    | 57    |       |
| 21. Juni | Addison B. Colvin                                | US-amerikanischer Geschäftsmann, Bankier und Politiker                                | 80    |       |
| 21. Juni | A. A. Gray                                       | US-amerikanischer Country-Musiker                                                     | 57    |       |
| 21. Juni | Alfons Hilka                                     | deutscher Romanist                                                                    | 61    |       |
| 21. Juni | Richard Hoffmann                                 | deutscher Mediziner                                                                   | 75    |       |
| 21. Juni | Franz Seraphim Lederer                           | deutscher Geistlicher und Politiker (Zentrum, BVP), MdR                               | 73    |       |
| 21. Juni | Emmett Marshall Owen                             | US-amerikanischer Politiker                                                           | 61    |       |
| 22. Juni | Benjamin Tucker                                  | US-amerikanischer Journalist und Anarchist                                            | 85    |       |
| 23. Juni | Rudolf von Campe                                 | deutscher Regierungsbeamter und Politiker (DVP)                                       | 79    |       |
| 23. Juni | Mark Gertler                                     | britischer Maler                                                                      | 47    |       |
| 24. Juni | Maria Gordon                                     | britische Paläontologin und Frauenrechtlerin                                          | 75    |       |
| 23. Juni | Alexander Graumüller                             | deutscher Oberingenieur und Automobilrennfahrer                                       | 55    |       |
| 23. Juni | Peter Itschert                                   | deutscher Jurist und Politiker (Zentrum), MdR                                         | 78    |       |
| 23. Juni | Richard Klapheck                                 | deutscher Kunsthistoriker, Professor für Kunstgeschichte                              | 56    |       |
| 23. Juni | Peter Riepert                                    | deutscher Ingenieur und Ministerialbeamter                                            | 64    |       |
| 23. Juni | Johann Thomas Wancura                            | österreichischer Bankmanager und Politiker (CSP), Abgeordneter zum Nationalrat        | 70    |       |
| 24. Juni | Alexander von Keudell                            | deutscher Verwaltungsbeamter, Rittergutsbesitzer und Politiker                        | 78    |       |
| 24. Juni | Erwin Merlet                                     | österreichischer Alpinist und Maler                                                   | 52    |       |
| 24. Juni | Oluf Skjelbred                                   | norwegischer Reeder                                                                   | 85    |       |
| 25. Juni | Fritz Koeltze                                    | deutscher Politiker und Oberbürgermeister von Spandau                                 | 87    |       |
| 25. Juni | Christian Nußbaum                                | deutscher Politiker (SPD)                                                             | 50    |       |
| 25. Juni | Olaf Ørvig                                       | norwegischer Segler                                                                   | 49    |       |
| 25. Juni | Egon Ranzi                                       | österreichischer Chirurg und Hochschullehrer                                          | 64    |       |
| 25. Juni | Johannes von Reibnitz                            | deutscher Politiker (NSDAP), MdR, MdL                                                 | 56    |       |
| 25. Juni | Nivard Schlögl                                   | österreichischer Theologe                                                             | 75    |       |
| 25. Juni | Richard Seaman                                   | britischer Automobilrennfahrer                                                        | 26    |       |
| 26. Juni | Ford Madox Ford                                  | englischer Schriftsteller                                                             | 65    |       |
| 26. Juni | Otto Freiherr Fraydt von Fraydenegg und Monzello | österreichischer Beamter und Politiker, Landtagsabgeordneter                          | 88    |       |
| 26. Juni | Reinhard Koch                                    | deutscher Marineoffizier, zuletzt Admiral                                             | 77    |       |
| 26. Juni | William Harding Mayes                            | US-amerikanischer Politiker                                                           | 78    |       |
| 26. Juni | Ada Patterson                                    | US-amerikanische Journalistin und Theaterkritikerin                                   | 71    |       |
| 27. Juni | Oskar Fischel                                    | deutscher Kunsthistoriker                                                             | 68    |       |
| 27. Juni | Milica Janković                                  | serbische Schriftstellerin                                                            | 57    |       |
| 28. Juni | George Burnham                                   | US-amerikanischer Politiker                                                           | 70    |       |
| 28. Juni | Samuel Freund                                    | deutscher Rabbiner, letzter hannoverscher Landrabbiner                                | 70    |       |
| 28. Juni | Andrew Killian                                   | irischer Geistlicher, römisch-katholischer Bischof                                    | 66    |       |
| 28. Juni | Wilhelm Knochenhauer                             | deutscher Offizier                                                                    | 60    |       |
| 28. Juni | Andreas Thaler                                   | österreichischer Politiker, Landtagsabgeordneter, Abgeordneter zum Nationalrat        | 55    |       |
| 29. Juni | Alfred Ammelburg                                 | deutscher Chemiker und Manager                                                        | 74    |       |
| 29. Juni | Josef Garbáty                                    | deutscher Zigarettenfabrikant                                                         | 88    |       |
| 29. Juni | Henry Stuart Jones                               | britischer klassischer Philologe und Historiker                                       | 72    |       |
| 29. Juni | Leonore Niessen-Deiters                          | deutsche Journalistin und Schriftstellerin                                            | 59    |       |
| 29. Juni | Julius Schnitzler                                | österreichischer Chirurg                                                              | 73    |       |
| 29. Juni | Erich Seidl                                      | deutscher Bergbauingenieur und NS-Wissenschaftspolitiker                              | 58    |       |
| 30. Juni | Johann Peter Arras                               | Landtagsabgeordneter Volksstaat Hessen                                                | 68    |       |
| 30. Juni | Henri Rapin                                      | französischer Art-déco-Maler, Illustrator und Dekorateur                              | 66    |       |
|          | Oscar Jeanfavre                                  | Schweizer Turner                                                                      |       |       |
|          | Oskar Pilzer                                     | österreichischer Filmindustrieller                                                    | 56    |       |